# Mars 1911

## Événements
- Création de l'armée de l'air espagnole. À sa fondation, elle compte quatre appareils.

- 1er mars : José Batlle y Ordóñez est réélu à la présidence de l’Uruguay (fin en 1915). Il lance un large programme de réformes sociales et économiques.

- 2 mars, France : Ernest Monis président du Conseil.

- 7 mars : l'aviateur Eugène Renaux se pose sur le Puy de Dôme.

- 8 mars : première Journée internationale des Femmes : un million de femmes manifestent en Europe.

- 11 mars : 
  - la France s'aligne sur l'heure du méridien de Greenwich et abandonne le méridien de Paris. À l'origine, il était question que le Royaume-Uni adopte, en échange, le système métrique;
  - le Français Tabuteau bat le record de distance en avion en reliant Pau et Paris.

- 14 mars, Russie : introduction des zemstvos dans les provinces occidentales.

- 23 mars : volant à bord d'un grand monoplan à aile parasol, Louis Charles Breguet emporte onze passagers sur une distance de 5 km.

- 24 mars : le Français Roger Sommer bat le record de Louis Charles Breguet avec 12 passagers transportés.

- 28 mars : 
  - première exposition de Picasso aux États-Unis.
  - Adoption du pistolet semi-automatique Colt M1911, conçu par John Moses Browning, par l'US Ordnance Department qui commencera à être fabriqué le 28 décembre[1].

- 31 mars (Suisse) : le tunnel du Lötschberg est percé.

## Naissances
- 9 mars : Clara Rockmore, instrumentiste virtuose du thérémine († 10 mai 1998).
- 10 mars : Marita Camacho Quirós, Première dame du Costa Rica, supercentenaire (20 juin 2025).
- 11 mars : Pericle Patocchi, écrivain et enseignant suisse († 13 avril 1968)
- 12 mars : 
  - Gustavo Díaz Ordaz, président du Mexique de 1964 à 1970 († 15 juillet 1979).
  - Stanley Bréhaut Ryerson, historien († 25 avril 1998).
- 16 mars : 
  - Pierre Harmel : homme politique belge († 15 novembre 2009).
  - Josef Mengele : Médecin nazi allemand († 7 février 1979).
- 17 mars : 
  - Raffaele D'Alessandro, compositeur suisse († 17 mars 1959).
  - Vello Kaaristo, premier fondeur estonien à participer aux Jeux olympiques († 14 août 1965).
- 26 mars : Tennessee Williams, écrivain américain († 25 février 1983).

## Décès
- 1er mars : Jacobus Henricus van 't Hoff, physicien et chimiste hollandais  (prix Nobel de chimie 1901) (° 1852).
- 11 mars : Théotime Blanchard, politicien acadien.